# Ibrahim Škahić
Ibrahim Škahić (* 25. října 1993) je bosenský fotbalový obránce, momentálně působí v bosenském klubu FK Sloboda Tuzla.
Dříve hrál za český druholigový celek MFK Karviná.